# Ängskärs skärgård

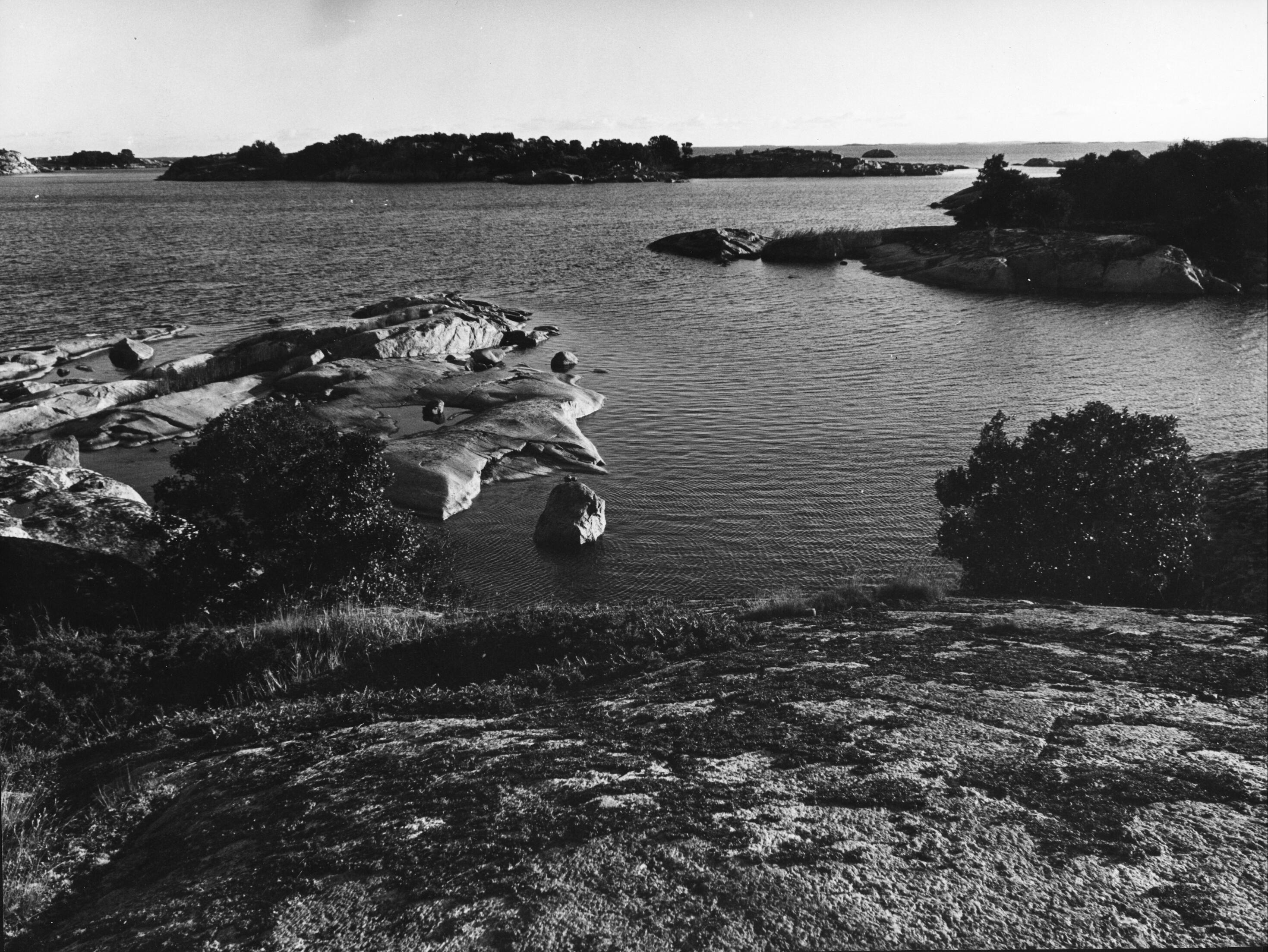
Ängskärs skärgård. Vy mot Manskär från Utterkobbarna.

Ängskärs skärgård är en ögrupp i Norrtälje kommun som ligger ca 5 sjömil sydöst om Rödlöga. Huvudön heter Stora Ängskär och har en för ytterskärgården ovanligt lummig vegetation. Från Ängskärsknuven på Stora Ängskärs norra del får man en god överblick över hela ögruppen.